# مسجد الأمير تمراز الأحمدي

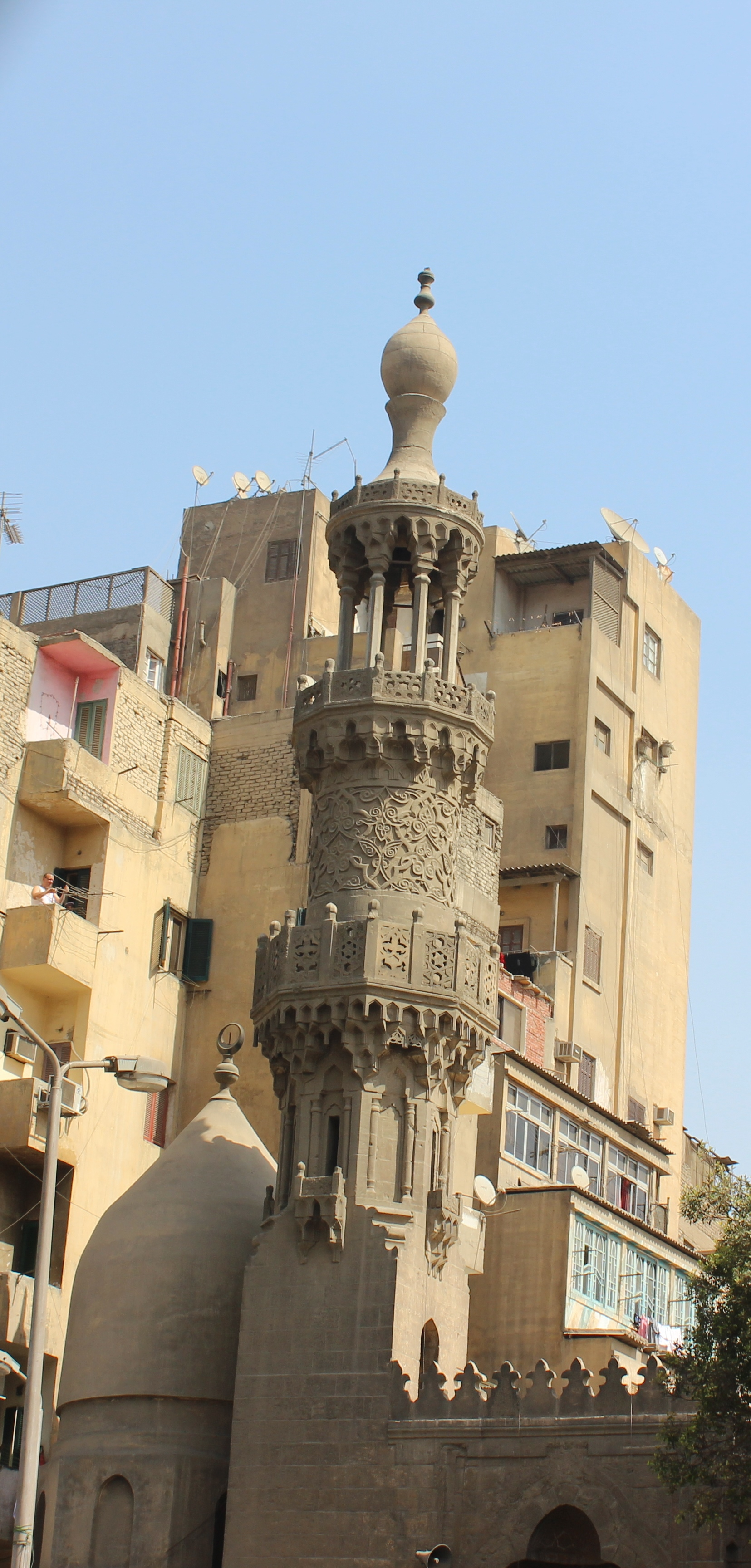
مسجد الأمير تمراز الأحمدي

جامع تمراز ويُعرف أيضًا باسم جامع بهلول نسبه للصوفي بهلول بن إسحاق الأنباري، الذي عاش ودفن في المنطقة التي بني عليها المسجد، ويتبع المسجد سبيل وكتاب وقبة تحتها مقبرة تمراز وقد أنشأه الأمير تمراز التمشى المحمودى الظاهرى جركس الجنس وتمراز جلبه إلى مصر الخواجا محمود في سنة 839هـ (1435م)، فاشتراه منه السلطان برسباي ثم أمتلكه السلطان جقمق وأعتقه، وترقى في الوظائف حتى صار اتابك العسكر سنة 901هـ(1495م). قبض عليه السلطان قايتباي الذي كان يمت بصلة القرابة لتمراز فهو ابن أخته وسجنه بالإسكندرية إلى وفاته. وقد ساعد تمراز ثروته الطائلة من إنشاء كثير من العمائر لم يبق منها غير مسجده الذي دفن به.

## تجديده
ذكر علي مبارك في خططه أن الأمير حسن أفندي اختيار تفكشان جدد الجامع سنة 1190هـ (1776م) وأقام شعائره كما كانت.

## وصفه
يقع على ضفاف الخليج المصري الذي كان يبدأ من فم الخليج وينتهي عند السويس وكان أمام المسجد وعلى الخليج قنطرة تعرف باسم قنطرة عمر شاه، فلما ردم الخليج وأصبح شارعاً، عرفت المنطقة باسم حى عمر شاه، كما عرفت محطات الترام والأتوبيس باسم عمر شاه كذلك. ولما وسع ميدان السيدة زينب دخلت منطقة عمر شاه في الميدان وعلى ذلك نستطيع القول بأن المسجد يقع اليوم في ميدان السيدة زينب بالقرب من بركة الفيل،
وهو من أجمل مساجد الميدان بعد مسجد السيدة زينب، وتقع واجهة المسجد الرئيسية في الجهة الغربية وهي التي تطل على ميدان السيدة زينب ويوجد بها المدخل الرئيسى وباب آخر صغير في الطرف الجنوبي من المسجد
يؤدى إلى الميضأة وإلى السبيل ومنه يصعد إلى الكتاب أعلى السبيل. وفي الطرف الشمالي من المسجد يوجد ضريح الأمير تمراز وهو عبارة عن حجرة مربعة الشكل وبكل ركن من أركان الحجرة توجد خمسة صفوف من المقرنصات تقوم فوقها رقبة مستديرة تعلوها القبة وبين مقرنصات الأركان توجد أربع نوافذ مستديرة كما يوجد برقبة القبة أربع نوافذ أخرى كلها مملوءة بالجص والزجاج المتعدد الألوان. كما يوجد بالضلع الغربي للضريح نافذتان على الشارع على واجهة المسجد.
والمسجد مستطيل الشكل يتوسطه صحن مربع صغير جدا منخفض ومفروش بالفسيفساء الرخامية يحيط به من ثلاث جهات صفان من البوائك المكون من عقود حجرية مدببة
يقوم بعضها على أعمدة رخامية تيجانها كورنثية والبعض الآخر على دعائم حجرية.
أما الجهة الرابعة للصحن وهي الجنوبية فيوجد بها باب صغير يؤدى إلى دورة المياه السابق ذكرها، ويعلو الصحن (شخشيخة) مربعة للتهوية والإنارة.